# Neil Denari

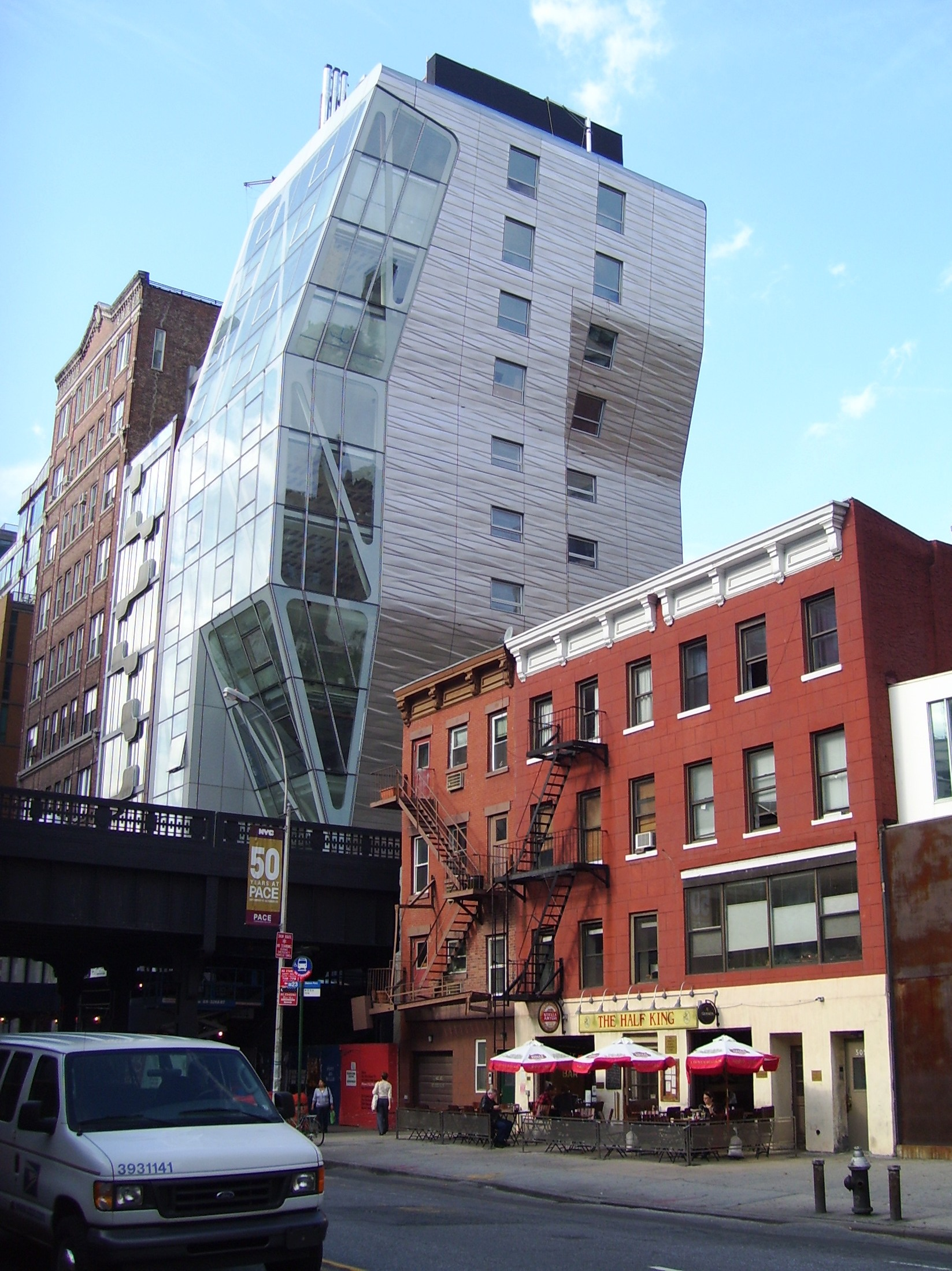
El edificio HL23, es un apartamento de lujo diseñado por Neil Denari, en el 517 West 23rd Street en las cercanías de Manhattan, New York City.

Neil Denari (Fort Worth Texas el 3 de septiembre de 1957) es un arquitecto norteamericano, profesor y autor. Desde los años ochenta Neil ha ido destacando en una serie de textos y proyectos fundamentados en el colapso de la estética maquinista de la  arquitectura modernista. Su oficina, Neil M. Denari Architects (NMDA) está dedicada a investigar las esferas de la arquitectura, diseño, urbanismo y aspectos de la vida contemporánea. Como profesor durante casi más de dos décadas ha impartido clases en univerisades como  la UC Berkeley, Princeton, y Columbia. Es autor de un libro titulado Gyroscopic Horizons.

## Carrera
Denari se graduó en arquitectura en 1980 en la Universidad de Houston y en 1982 logró su master degree en la Universidad de Harvard donde estudió filosofía de la ciencia y teoría del arte con el expatriado austriaco Paul Rotterdam, convirtiéndose con el tiempo en uno de sus alumnos más destacados. 
Durante seis meses Denari trabajó para Airbus como becario en París. Tras este primer periodo se destacó en Nueva York desde 1983 hasta 1988. Primero bajo el mando de James Polshek como diseñador sénior. Justo antes de este trabajo comenzó a impartir clases en la Universidad de Columbia (en la asignatura de Graduate School of Architecture and Planning). Durante este lustro en la ciudad de Nueva York Neil comenzó a realizar exposiciones, entre las que destaca la realizada en MoMA PS1 en otoño de 1986.  Este mismo año logra la pertenencia como socio en la New York Foundation for the Arts.
La carrera de Neil se ve impulsada cuando en 2008 logra el premio de la American Academy of Arts and Letters por su dedicada dirección en el diseño arquitectónico. en 1988 comienza a dar clases en el SCI-Art, así como posteriormente en el periodo de 1997-2002. Neil emplea la ciudad de Los Ángeles como fuente y laboratorio para la prueba de experimentos urbanos y étnicos.  En el periodo de 1990- 1991 realiza una serie de pequeños trabajos en Japón. En este periodo de tiempo anterior a la crisis asiática. Su primera obra titulado Gyroscopic Horizons, posteriormente en 2011 publica su segunda obra titulada Speculations On en Pekín.